# Bernardino Morra
Bernardino Morra (Casale Monferrato, 1549 – Aversa, 17 marzo 1605) è stato un vescovo cattolico italiano, vescovo di Aversa dal 1598 alla morte.

## Biografia
Morra fu uditore del cardinale Carlo Borromeo, arcivescovo di Milano (1564-1584), e poi suo vicario generale.
Nel 1594 fu visitatore apostolico di San Lorenzo in Lucina a Roma. Nel 1595 fu nominato segretario della Congregazione dei vescovi e regolari.
Il 9 ottobre 1598 fu nominato vescovo di Aversa da papa Clemente VIII e il 25 ottobre 1598 ricevette la consacrazione episcopale dal cardinale Ottavio Bandini, arcivescovo di Fermo. Prestando ancora servizio presso la Congregazione dei vescovi e regolari, inviò padre Giovanni Leonardi come amministratore della diocesi.
Nel 1600 e 1601, su incoraggiamento dello stesso papa Clemente VIII, riformò il capitolo della cattedrale di Aversa.
Fu vescovo di Aversa fino alla sua morte, avvenuta il 17 marzo 1605, all'età di 56 anni.

## Genealogia episcopale
La genealogia episcopale è:
- Cardinale Juan Pardo de Tavera
- Cardinale Antoine Perrenot de Granvelle
- Cardinale Francisco Pacheco de Villena
- Papa Leone XI
- Cardinale Ottavio Bandini
- Vescovo Bernardino Morra